# مايك فوكس
مايك فوكس (بالإنجليزية: Mike Fox)‏ (24 سبتمبر 1961 بكوفينا في الولايات المتحدة - ) هو لاعب كرة قدم أمريكي في مركز الوسط، شارك في الألعاب الأولمبية الصيفية 1984. وشارك مع منتخب الولايات المتحدة لكرة القدم. أما مع النوادي، فقد لعب مع نيويورك كوسموس وLos Angeles Heat ‏ وCalifornia Kickers ‏ وLos Angeles Salsa ‏ وميلواكي وايف ولاس فيغاس أمريكانز ‏ وسانت لويس ستورم ‏ وويتشاتا وينغز ‏.

## وصلات خارجية
- مايك فوكس على موقع الاتحاد الدولي (مؤرشف)  (الإنجليزية)
- مايك فوكس على موقع قاعدة بيانات كرة القدم.إي يو (الإنجليزية)
- مايك فوكس على موقع أوليمبيديا (الإنجليزية)